# Soma Chhaya
Soma Chhaya, de son vrai nom Soma Bhatia, est une actrice et chanteuse canadienne d'origine indienne née le 24 juin 1998. Elle est connue pour incarner le rôle de Goldi dans la série télévisée canadienne Degrassi : La Nouvelle Promo.

## Filmographie

### Cinéma
- 2014 : Monkey in the Middle : Mara Cruz
- 2015 : Poltergeist : Lauren
- 2017 : Parvana, une enfance en Afghanistan : Shauzia (voix)
- 2019 : An Assortment of Christmas Tales in No Particular Order : Charlotte
- 2019 : Queen of the Morning Calm : Ceecee

### Télévision
- 2015 : Cheerleader Death Squad (Téléfilm) : Jeune fille indonésienne
- 2016 : Holiday Joy : Brie
- 2016-2017 : Degrassi : La Nouvelle Promo : Goldi Nahir
- 2017 : Saving Hope, au-delà de la médecine : Falak Ali
- 2017 : A Very Country Christmas (Téléfilm) : Monica
- 2017 : Teenagers : Vesper
- 2019 : Kim's Convenience : Divya
- 2019 : Private Eyes : Priya Joshi